# Pandanus stelliger
Pandanus stelliger är en enhjärtbladig växtart som beskrevs av Henry Nicholas Ridley. Pandanus stelliger ingår i släktet Pandanus och familjen Pandanaceae. Inga underarter finns listade.